# La Colombe (Mancha)
 La Colombe  es una población y comuna francesa, situada en la región de Baja Normandía, departamento de Mancha, en el distrito de Saint-Lô y cantón de Percy.

## Demografía
| 611 | 583 | 569 | 560 | 563 | 559 |
| Para los censos de 1962 a 1999 la población legal corresponde a la población sin duplicidades (Fuente: INSEE [Consultar]) |     |     |     |     |     |